# 뉴 스쿨
뉴스쿨대학교(The New School)는 미국 뉴욕 그리니치빌리지에 위치한 대학교이다.

## 구성
다섯개의 칼리지로 구성되어 있다.
- 사회연구 뉴 스쿨 (The New School for Social Research, 1919년 설립)
- 공연예술 대학 (College of Performing Arts, 2015년 설립)
  - Mannes School of Music
  - School of Jazz
  - School of Drama
- 유진 랭 자유학예 대학 (Eugene Lang College of Liberal Arts, 1978년 설립)
- 파슨스 디자인 스쿨 (Parsons School of Design, 1896년 설립)
- 뉴스쿨 공공참여 대학 (The Schools of Public Engagement at The New School, 2011년 설립)
  - Bachelor's Program for Adults and Transfer Students
  - Milano School of Management, Policy, and Environment
  - School of Media Studies
  - Creative Writing Program
  - School of Languages